# Primož Kozmus

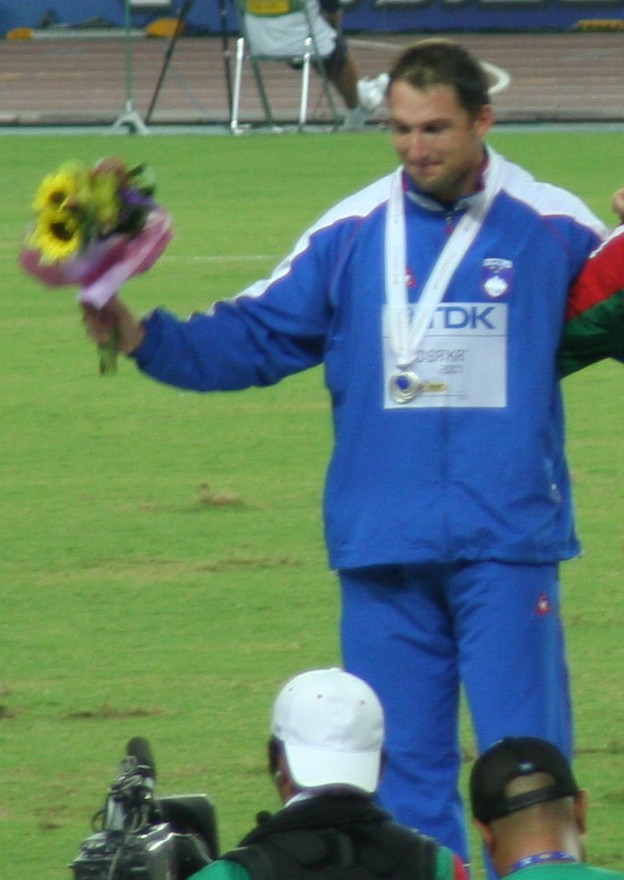
Kozmus podczas mistrzostw świata w Osace (2007)

Primož Kozmus (ur. 30 września 1979 w Novo mesto) – słoweński lekkoatleta specjalizujący się w rzucie młotem.
Złoty medalista igrzysk olimpijskich oraz dwukrotny medalista mistrzostw świata. Wiele razy stawał na podium mistrzostw Słowenii oraz reprezentował kraj w pucharze Europy, drużynowym czempionacie Starego Kontynentu i zimowym pucharze w rzutach lekkoatletycznych. Jest rekordzistą Słowenii oraz żołnierzem słoweńskiego wojska.

## Kariera
Karierę międzynarodową zaczynał w 1997 roku kiedy to odpadł w eliminacjach na mistrzostwach Europy juniorów. Dwa lata później zadebiutował w pucharze Europy oraz nie awansował do finału młodzieżowego czempionatu Starego Kontynentu i uniwersjady. Startował w igrzyskach olimpijskich w Sydney jednak podczas tych zawodów zajął odległą lokatę w kwalifikacjach. W 2001 roku był piąty na igrzyskach śródziemnomorskich, a rok później bez sukcesów uczestniczył w mistrzostwach Europy. W Paryżu podczas mistrzostw świata (2003) był piąty, a na igrzyskach olimpijskich w Atenach (2004) zajął piątą lokatę. Na europejskim czempionacie w Göteborgu uplasował się na szóstym miejscu. W 2007 na mistrzostwach świata w Osace zdobył srebrny medal oraz wygrał igrzyska wojskowych. 17 sierpnia 2008 zwyciężył w konkursie rzutu młotem podczas igrzysk olimpijskich, a dokładnie rok później (17 sierpnia) zdobył złoto na mistrzostwach świata w Berlinie.
W październiku 2009 niespodziewanie ogłosił zakończenie kariery sportowej. Rok później ogłosił powrót do lekkoatletyki, jako cel wyznaczył sobie obronę złotego medalu igrzysk olimpijskich. Po powrocie na rzutnię zdobył w 2011 brąz mistrzostw świata. W 2012 został w Londynie wicemistrzem olimpijskim. Czwarty zawodnik mistrzostw świata w Moskwie (2013). W październiku 2015 ponownie ogłosił zakończenie kariery.
Jego siostra – Simona Kozmus – także uprawiała rzut młotem i była rekordzistką Słowenii w tej konkurencji.
Rekord życiowy: 82,58 (2 września 2009, Celje) – rezultat ten jest aktualnym rekordem Słowenii. Kozmus w 1998 roku wynikiem 69,54 ustanowił rekord Słowenii juniorów w rzucie młotem (sprzętem o wadze 6 kilogramów).

## Osiągnięcia
| Rok  | Impreza                              | Miejsce           | Lokata            | Wynik |
| ---- | ------------------------------------ | ----------------- | ----------------- | ----- |
| 1997 | Mistrzostwa Europy juniorów          | Lublana           | el. – 22. miejsce | 58,14 |
| 1999 | I liga pucharu Europy                | Ateny             | 3. miejsce        | 69,11 |
| 1999 | Uniwersjada                          | Palma de Mallorca | el. –             | 70,11 |
| 1999 | Młodzieżowe mistrzostwa Europy       | Göteborg          | el. – 22. miejsce | 68,01 |
| 2000 | I liga pucharu Europy                | Bydgoszcz         | 5. miejsce        | 73,34 |
| 2000 | Igrzyska olimpijskie                 | Sydney            | el. – 38. miejsce | 68,83 |
| 2001 | Młodzieżowe mistrzostwa Europy       | Amsterdam         | el. – 22. miejsce | 68,11 |
| 2001 | Igrzyska śródziemnomorskie           | Radis             | 5. miejsce        | 71,12 |
| 2002 | Zimowy puchar Europy w rzutach       | Pula              | 2. miejsce        | 71,48 |
| 2002 | I liga pucharu Europy                | Sewilla           | 1. miejsce        | 72,96 |
| 2002 | Mistrzostwa Europy                   | Monachium         | el. – 25. miejsce | 72,60 |
| 2003 | Zimowy puchar Europy w rzutach       | Gioia Tauro       | 4. miejsce        | 74,56 |
| 2003 | I liga pucharu Europy                | Velenje           | 2. miejsce        | 75,73 |
| 2003 | Mistrzostwa świata                   | Paryż             | 5. miejsce        | 79,58 |
| 2003 | Światowy finał lekkoatletyczny IAAF  | Szombathely       | 6. miejsce        | 78,59 |
| 2004 | Zimowy puchar Europy w rzutach       | Marsa             | 6. miejsce        | 75,13 |
| 2004 | I liga pucharu Europy                | Stambuł           | 2. miejsce        | 75,35 |
| 2004 | Igrzyska olimpijskie                 | Ateny             | 5. miejsce        | 78,56 |
| 2004 | Światowy finał lekkoatletyczny IAAF  | Szombathely       | 3. miejsce        | 77,21 |
| 2006 | I liga pucharu Europy                | Saloniki          | 1. miejsce        | 80,38 |
| 2006 | Mistrzostwa Europy                   | Göteborg          | 6. miejsce        | 78,18 |
| 2006 | Światowy finał lekkoatletyczny IAAF  | Stuttgart         | 8. miejsce        | 76,39 |
| 2007 | Zimowy puchar Europy w rzutach       | Jałta             | 1. miejsce        | 77,99 |
| 2007 | I liga pucharu Europy                | Mediolan          | 2. miejsce        | 78,93 |
| 2007 | Mistrzostwa świata                   | Osaka             | 2. miejsce        | 82,29 |
| 2007 | Światowe igrzyska wojskowych         | Hajdarabad        | 1. miejsce        | 75,98 |
| 2008 | I liga pucharu Europy                | Stambuł           | 2. miejsce        | 77,01 |
| 2008 | Igrzyska olimpijskie                 | Pekin             | 1. miejsce        | 82,02 |
| 2008 | Światowy finał lekkoatletyczny IAAF  | Stuttgart         | 1. miejsce        | 79,99 |
| 2009 | I liga drużynowych mistrzostw Europy | Bergen            | 2. miejsce        | 77,34 |
| 2009 | Mistrzostwa świata                   | Berlin            | 1. miejsce        | 80,84 |
| 2009 | Światowy finał lekkoatletyczny IAAF  | Saloniki          | 1. miejsce        | 79,80 |
| 2011 | I liga drużynowych mistrzostw Europy | Izmir             | 4. miejsce        | 72,77 |
| 2011 | Mistrzostwa świata                   | Daegu             | 3. miejsce        | 79,39 |
| 2012 | Igrzyska olimpijskie                 | Londyn            | 2. miejsce        | 79,36 |
| 2013 | Mistrzostwa świata                   | Moskwa            | 4. miejsce        | 79,22 |
| 2014 | Mistrzostwa Europy                   | Zurych            | 6. miejsce        | 77,46 |